# FN:s deklaration om människorättsförsvarare
FN:s deklaration om människorättsförsvarare (engelska: Declaration on Human Rights Defenders) antogs av FN:s generalförsamling i resolution 53/144 genom konsensusbeslut den 9 december 1998.
I deklarationen slås bland annat fast, att varje människa har rätt att, enskilt eller tillsammans med andra, främja och verka för skydd och förverkligande av  mänskliga rättigheter och grundläggande friheter, på såväl nationell som internationell nivå.
Deklarationen är i sig inte juridiskt bindande men utgör ett stöd för att sätta internationellt, politiskt tryck på regeringar, som alla är förpliktigade att skydda människorättsförsvarare. I deklarationen förtydligas också för detta relevanta rättigheter och skyldigheter redan definierade i befintliga internationella konventioner som är juridiskt bindande.
Människorättsförsvarare är enligt deklarationen varje människa som utan våld verkar för skydd och främjande av mänskliga rättigheter och grundläggande friheter. Människorättsförsvarares stora betydelse för de mänskliga rättigheterna i världen betonas, liksom att alla människor har ett visst mått av ansvar för detta arbete.